# Liste von Seen in Niger

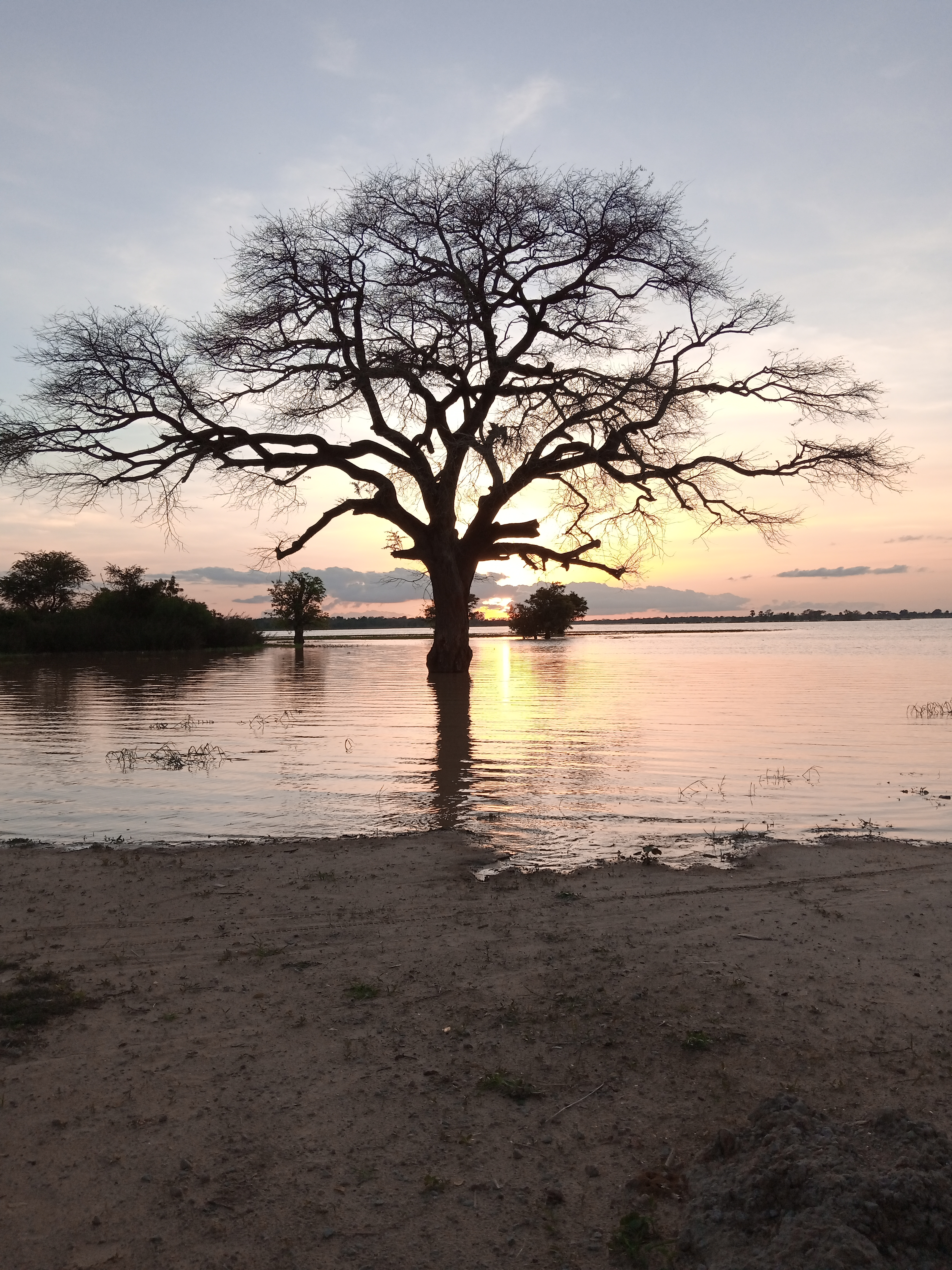
Sonnenuntergang am Madarounfa-See in Niger

Die Liste von Seen in Niger ist in zwei Teile gegliedert: eine Tabelle mit natürlichen Seen und eine Tabelle mit künstlichen Stauseen in Niger.

## Natürliche Seen
| Name des Sees         | Bild            | Region / Lage  | max. Fläche in km² |
| --------------------- | --------------- | -------------- | ------------------ |
| Mare d’Argui          |                 | Agadez Lage    | 0,1                |
| Mare de Guermawane    |                 | Agadez Lage    | k. A.              |
| Mare de Tchintaborak  |                 | Agadez Lage    | 0,6                |
| Tschadsee             | Tschadsee       | Diffa Lage     | 1540,0             |
| Madarounfa-See        | Madarounfa-See  | Maradi Lage    | 8,5                |
| Mare d’Akadané        |                 | Maradi Lage    | 1,5                |
| Mare de Kourfin Koura |                 | Maradi Lage    | k. A.              |
| Mare de Rafin Wada    |                 | Maradi Lage    | k. A.              |
| Mare de Tiguitout     |                 | Maradi Lage    | 0,7                |
| Bangou Bi             |                 | Niamey Lage    | 0,1                |
| Kongou-See            |                 | Niamey Lage    | k. A.              |
| Mare de Dan Doutchi   |                 | Tahoua Lage    | 17,8               |
| Mare de Dossey        |                 | Tahoua Lage    | 0,7                |
| Mare de Folakam       |                 | Tahoua Lage    | 1,2                |
| Mare de Gambane       |                 | Tahoua Lage    | k. A.              |
| Mare de Gawaye        |                 | Tahoua Lage    | k. A.              |
| Mare de Rouafi        |                 | Tahoua Lage    | k. A.              |
| Mare de Tabalak       | Mare de Tabalak | Tahoua Lage    | 7,0                |
| Mare de Tafouka       |                 | Tahoua Lage    | k. A.              |
| Bangou Kirey          | Bangou Kirey    | Tillabéri Lage | 0,4                |
| Mare d’Alimboulé      |                 | Tillabéri Lage | 0,6                |
| Mare de Doulgou       |                 | Tillabéri Lage | 0,4                |
| Mare de Kokorou       |                 | Tillabéri Lage | 24,0               |
| Mare de Mari          |                 | Tillabéri Lage | 0,6                |
| Mare de Namga         |                 | Tillabéri Lage | 0,8                |
| Mare de Tara          |                 | Tillabéri Lage | 5,0                |
| Mare de Téguey        |                 | Tillabéri Lage | 0,9                |
| Mare de Tinga         |                 | Tillabéri Lage | k. A.              |
| Mare de Yalalé        |                 | Tillabéri Lage | 5,0                |
| Mare de Zoribi        |                 | Tillabéri Lage | 0,4                |
| Mare d’Ingui          |                 | Tillabéri Lage | 0,7                |
| Mare d’Ossolo         | Mare d’Ossolo   | Tillabéri Lage | 0,8                |
| Guidimouni-See        | Guidimouni-See  | Zinder Lage    | 0,6                |
| Mare de Chiya         |                 | Zinder Lage    | 2,5                |
| Mare de Falki         | Mare de Falki   | Zinder Lage    | 5,4                |
| Mare de Lassouri      |                 | Zinder Lage    | 7,5                |

## Künstliche Stauseen
| Name der Talsperre       | Bild                               | Region / Lage  | max. Fläche in km² |
| ------------------------ | ---------------------------------- | -------------- | ------------------ |
| Tiguirwit-Talsperre      |                                    | Agadez Lage    | 0,2                |
| Garadoumé-Talsperre      |                                    | Tahoua Lage    | k. A.              |
| Guidan-Kodidi-Talsperre  |                                    | Tahoua Lage    | k. A.              |
| Ibohamane-Talsperre      |                                    | Tahoua Lage    | k. A.              |
| Kawara-Talsperre         |                                    | Tahoua Lage    | k. A.              |
| Mouléla-Talsperre        |                                    | Tahoua Lage    | k. A.              |
| Mozagué-Talsperre        |                                    | Tahoua Lage    | 11,5               |
| Tchérassa-Talsperre      |                                    | Tahoua Lage    | 0,9                |
| Téguéléguéle-Talsperre   | Stausee der Téguéléguéle-Talsperre | Tahoua Lage    | k. A.              |
| Tounfafi-Talsperre       |                                    | Tahoua Lage    | k. A.              |
| Zongo-Talsperre          |                                    | Tahoua Lage    | 5,3                |
| Tapoa-Talsperre          |                                    | Tillabéri Lage | k. A.              |
| Téra-Talsperre           | Stausee der Téra-Talsperre         | Tillabéri Lage | 10,2               |
| Bakatsiraba-Talsperre    |                                    | Zinder Lage    | k. A.              |
| Bani-Walki-Talsperre     |                                    | Zinder Lage    | k. A.              |
| Bargouma-Talsperre       |                                    | Zinder Lage    | k. A.              |
| Goumda-Tambari-Talsperre |                                    | Zinder Lage    | k. A.              |
| Kassama-Talsperre        |                                    | Zinder Lage    | k. A.              |
| Toumbala-Talsperre       |                                    | Zinder Lage    | k. A.              |